# Zoleka Mandela
Zoleka Mandela (Johannesburg, 9 aprile 1980 – Johannesburg, 25 settembre 2023) è stata una scrittrice e attivista sudafricana. Nelle sue opere ha trattato temi quali le proprie dipendenze, la morte della figlia e la propria battaglia contro il cancro al seno.

## Biografia
Figlia di Zindzi Mandela e del suo primo marito Zwelibanzi Hlongwane, era quindi nipote di Nelson Mandela.
Durante l'infanzia subì abusi sessuali da parte del padre. Successivamente fu dipendente da droghe e alcol.
Nel 2010, la figlia tredicenne, Zenani, rimase uccisa in un incidente stradale, apparentemente causato dall'uso di droghe, mentre tornava a casa da un concerto. All'epoca, Zoleka Mandela si stava riprendendo da un tentativo di suicidio. In seguito a questo grave lutto, avviò una campagna di attivismo contro le morti causate da incidenti stradali, rilevando in particolare i pericoli che colpiscono i bambini dell'Africa subsahariana, che hanno il doppio delle probabilità di rimanere uccisi rispetto ai bambini di qualsiasi altra parte del mondo.
Nel 2011 Zoleka Mandela fu curata per un cancro al seno, che si ripresentò nel 2016. Raccontò tramite i social network l'esperienza della rimozione del tumore e gli effetti collaterali del trattamento chemioterapico.
Nel 2013 pubblicò un'autobiografia dal titolo When hope whispers.
Nel 2016 la BBC le assegnò uno dei premi 100 women. Nell'occasione ella espresse rimpianto per aver fatto cose utili solo dalla morte del nonno e non mentre era in vita.
È morta nel 2023 per una recidiva del cancro.

## Opere
- Zoleka Mandela, When hope whispers, Jacana Media, 2013, ISBN 978-1-4314-0904-4.